# كفر مسعود حجازي
قرية كفرمسعودحجازي هي إحدى القرى التابعة لمركز بلبيس في محافظة الشرقية في جمهورية مصر العربية. حسب إحصاءات سنة 2006، بلغ إجمالي السكان في كفرمسعودحجازي 769 نسمة، منهم 419 رجل و350 امرأة.